# جیم گای تاکر
جیم گای تاکر (انگلیسی: Jim Guy Tucker; ۱۳ ژوئن ۱۹۴۳ – ۱۳ فوریهٔ ۲۰۲۵) سیاستمدار، بازرگان و وکیل آمریکایی بود که از سال ۱۹۹۲ تا زمان استعفای خود در سال ۱۹۹۶ پس از محکومیت به دلیل کلاهبرداری در جریان ماجرای وایتواتر، به عنوان چهل و سومین فرماندار آرکانزاس خدمت کرد. او که یکی از اعضای حزب دموکرات بود، پیش از فرمانداری آرکانزاس به عنوان معاون فرماندار پانزدهم، دادستان کل ایالت و نماینده در مجلس نمایندگان ایالات متحده خدمت می‌کرد.